# Furåsen
Furåsen är en bebyggelse i Göteborgs kommun, Västra Götalands län. Området avgränsades före 2015 till en småort för att därefter räknas som en del av tätorten Stenared.